# Sanlúcar el Viejo
Sanlúcar el Viejo es una huerta y pago del municipio español de Sanlúcar de Barrameda, en la provincia de Cádiz (Andalucía). Su nombre parece aludir a la antigua ubicación del núcleo de población, a la manera de los topónimos del tipo Sevilla la Vieja o Ronda la Vieja, usuales en Andalucía. Según la Base de datos del Patrimonio Inmueble de Andalucía (BDI) del Instituto Andaluz del Patrimonio Histórico, se trata de un yacimiento arqueológico registrado con el número 110320065.